# Donald McDermott
Donald Joseph „Don“ McDermott (7. prosince 1929 New York, New York – 1. listopadu 2020) byl americký rychlobruslař.
Na mezinárodních závodech startoval poprvé v roce 1952. Největšího úspěchu dosáhl na Zimních olympijských hrách 1952, kde získal v závodě na 500 m stříbrnou medaili; kromě toho se na trati 1500 m umístil na 28. místě. O několik týdnů později se zúčastnil Mistrovství světa (26. místo). Na dalším světovém šampionátu startoval v roce 1955, kde si o jednu příčku v celkovém hodnocení polepšil. Na zimní olympiádě 1956 dosáhl nejlépe 25. místa na distanci 500 m, patnáctistovku zvládl v 37. nejrychlejším čase. Na mezinárodní scéně naposledy závodil před Zimními olympijskými hrami 1960.
Zemřel dne 1. listopadu 2020 ve věku 90 let.